# 诚实预告片
《诚实预告片》，也译“電影老實說”，是Youtube频道Screen Junkies连载的一个幽默网络视频系列，主要以预告片形式吐槽和戏仿各种热门的电影、电视剧和游戏作品。